# Danny Simpson
Danny Peter Simpson (Salford, 4 gennaio 1987) è un ex calciatore inglese, di ruolo difensore.

## Biografia
Possiede origini giamaicane. Il 3 febbraio 2013 viene rinvenuto privo di sensi con il volto sanguinante tra le strade di Manchester fuori da un pub. Il calciatore era rimasto coinvolto in una rissa mentre era in fila ad ordinare.
Il 20 maggio 2015 è stato dichiarato colpevole per violenza domestica nei confronti della sua ex compagna. Il calciatore era stato arrestato dalle forze dell'ordine la notte del 28 dicembre 2014, venendo condannato a 300 ore di servizi sociali.

## Caratteristiche tecniche
Terzino destro di copertura - abile a svolgere entrambe le fasi di gioco - dotato di grinta e velocità.

## Carriera

### Club
All'età di 16 anni viene prelevato dall'Academy del Manchester United. Il 7 gennaio 2006 passa in prestito all'Anversa, società militante nella seconda divisione belga. A fine stagione le due società si accordano per il rinnovo del prestito.
Il 25 gennaio 2007 passa in prestito al Sunderland, con cui - a fine stagione - vince il campionato di Championship. Terminato il prestito, rientra a Manchester.
Esordisce con i Red Devils il 6 ottobre 2007 in Manchester United-Wigan (4-0), sostituendo O'Shea per infortunio. Il 23 ottobre 2007 esordisce nelle competizioni europee, subentrando a 10' dal termine nella partita vinta 4-2 contro la Dinamo Kiev al posto di Ryan Giggs, valida per la terza giornata della fase a gironi di Champions League.
Penalizzato dalla presenza in rosa di Wes Brown e Gary Neville (che stava recuperando da un infortunio e lo avrebbe quindi relegato ai margini della rosa), il 21 marzo 2008 passa in prestito fino a fine stagione all'Ipswich Town.

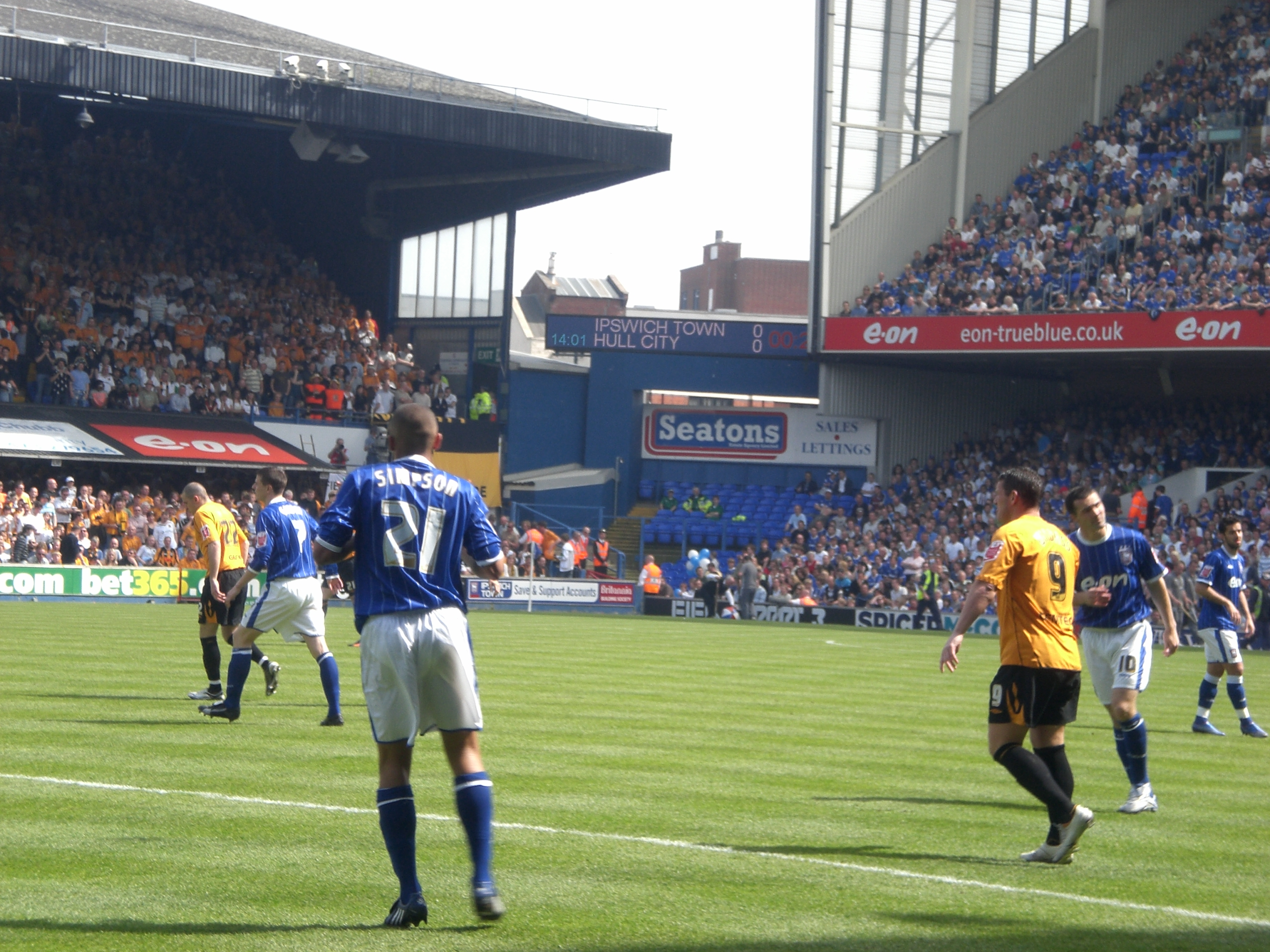
Simpson con la divisa dell'Ipswich Town

Il 4 agosto 2008 viene prelevato in prestito dal Blackburn.
Il 14 agosto 2009 passa in prestito per sei mesi al Newcastle, in Championship. Il 20 gennaio 2010 passa a titolo definitivo ai Magpies. Il calciatore sottoscrive un contratto di tre anni e mezzo. Il 19 aprile la squadra vince il titolo con due giornate d'anticipo, venendo promossa in Premier League. A fine stagione viene operato alla caviglia, rimanendo fermo tre mesi.
Il 27 giugno 2013 viene tesserato a parametro zero dal QPR, legandosi agli Hoops per tre stagioni. Il 24 maggio 2014 la squadra viene promossa in Premier League.
Il 30 agosto 2014 passa al Leicester City, legandosi alle Foxes per mezzo di un contratto triennale. Con l'arrivo di Claudio Ranieri sulla panchina del Leicester viene inizialmente schierato titolare sulla fascia per mancanza di alternative, salvo poi rivelarsi perno della formazione inglese.
Il 2 maggio 2016 il Leicester - complice il pareggio ottenuto dal Tottenham contro il Chelsea - si laurea campione d'Inghilterra per la prima volta nella storia.
È stato rilasciato dal Leicester alla fine della stagione 2018-19.
A febbraio e marzo 2021, Simpson ha iniziato a giocare con la squadra Under 23 del Leicester City per ritrovare la forma fisica.
Dopo essere stato rilasciato dal Leicester, Simpson ha firmato un contratto fino alla fine della stagione 2019-20 con l'Huddersfield Town, squadra della Championship.
Il 26 marzo 2021, Simpson si è unito al Bristol City con un accordo fino alla fine della stagione. La mossa lo ha riunito con l'ex allenatore del Leicester Nigel Pearson. Il 23 giugno 2021, è stato annunciato che Simpson aveva firmato una nuova proroga del contratto di 1 anno con il club. Ciò si è concluso presto il 7 marzo 2022, quando il contratto di Simpson è stato rescisso di comune accordo, e il giocatore deciderà di ritirarsi dal calcio giocato.

## Statistiche

### Presenze e reti nei club
Statistiche aggiornate al 10 febbraio 2018.
| Stagione                 | Squadra                  | Campionato               | Campionato | Campionato | Coppe nazionali | Coppe nazionali | Coppe nazionali | Coppe continentali | Coppe continentali | Coppe continentali | Altre coppe | Altre coppe | Altre coppe | Totale | Totale |
| Stagione                 | Squadra                  | Comp                     | Pres       | Reti       | Comp            | Pres            | Reti            | Comp               | Pres               | Reti               | Comp        | Pres        | Reti        | Pres   | Reti   |
| ------------------------ | ------------------------ | ------------------------ | ---------- | ---------- | --------------- | --------------- | --------------- | ------------------ | ------------------ | ------------------ | ----------- | ----------- | ----------- | ------ | ------ |
| 2005-gen. 2006           | Manchester United        | PL                       | 0          | 0          | FACup+CdL       | 0               | 0               | UCL                | 0                  | 0                  | -           | -           | -           | 0      | 0      |
| gen.-giu. 2006           | Anversa                  | D2                       | 12         | 1          | CB              | -               | -               | -                  | -                  | -                  | -           | -           | -           | 12     | 1      |
| 2006-gen. 2007           | Anversa                  | D2                       | 16         | 0          | CB              | 1               | 0               | -                  | -                  | -                  | -           | -           | -           | 17     | 0      |
| Totale Anversa           | Totale Anversa           | Totale Anversa           | 29         | 1          |                 | 1               | 0               |                    | -                  | -                  |             | -           | -           | 30     | 1      |
| gen.-giu. 2007           | Sunderland               | FLC                      | 14         | 0          | FACup+CdL       | -               | -               | -                  | -                  | -                  | -           | -           | -           | 14     | 0      |
| 2007-mar. 2008           | Manchester United        | PL                       | 3          | 0          | FACup+CdL       | 1+1             | 0               | UCL                | 3                  | 0                  | CS          | 0           | 0           | 8      | 0      |
| Totale Manchester United | Totale Manchester United | Totale Manchester United | 3          | 0          |                 | 2               | 0               |                    | 3                  | 0                  |             | -           | -           | 8      | 0      |
| mar.-giu. 2008           | Ipswich Town             | FLC                      | 8          | 0          | FACup+CdL       | -               | -               | -                  | -                  | -                  | -           | -           | -           | 8      | 0      |
| 2008-2009                | Blackburn                | PL                       | 12         | 0          | FACup+CdL       | 5+3             | 0               | -                  | -                  | -                  | -           | -           | -           | 20     | 0      |
| 2009-2010                | Newcastle Utd            | FLC                      | 39         | 1          | FACup+CdL       | 1+1             | 0               | -                  | -                  | -                  | -           | -           | -           | 41     | 0      |
| 2010-2011                | Newcastle Utd            | PL                       | 30         | 0          | FACup+CdL       | 1+0             | 0               | -                  | -                  | -                  | -           | -           | -           | 31     | 0      |
| 2011-2012                | Newcastle Utd            | PL                       | 35         | 0          | FACup+CdL       | 2+3             | 0+1             | -                  | -                  | -                  | -           | -           | -           | 40     | 1      |
| 2012-2013                | Newcastle Utd            | PL                       | 19         | 0          | FACup+CdL       | 0               | 0               | UEL                | 7                  | 0                  | -           | -           | -           | 26     | 0      |
| Totale Newcastle         | Totale Newcastle         | Totale Newcastle         | 123        | 1          |                 | 8               | 1               |                    | 7                  | 0                  |             | -           | -           | 138    | 1      |
| 2013-2014                | QPR                      | FLC                      | 33+3       | 0          | FACup+CdL       | 1+2             | 0+1             | -                  | -                  | -                  | -           | -           | -           | 39     | 1      |
| ago. 2014                | QPR                      | PL                       | 1          | 0          | FACup+CdL       | 0+1             | 0               | -                  | -                  | -                  | -           | -           | -           | 2      | 0      |
| Totale QPR               | Totale QPR               | Totale QPR               | 34+3       | 0          |                 | 4               | 1               |                    | -                  | -                  |             | -           | -           | 41     | 1      |
| ago. 2014-2015           | Leicester City           | PL                       | 14         | 0          | FACup+CdL       | 2+0             | 0               | -                  | -                  | -                  | -           | -           | -           | 16     | 0      |
| 2015-2016                | Leicester City           | PL                       | 28         | 0          | FACup+CdL       | 1+1             | 0               | -                  | -                  | -                  | -           | -           | -           | 30     | 0      |
| 2016-2017                | Leicester City           | PL                       | 35         | 0          | FACup+CdL       | 2+1             | 0               | UCL                | 6                  | 0                  | CS          | 1           | 0           | 45     | 0      |
| 2017-2018                | Leicester City           | PL                       | 28         | 0          | FACup+CdL       | 2+0             | 0               | -                  | -                  | -                  | -           | -           | -           | 30     | 0      |
| 2018-2019                | Leicester City           | PL                       | 6          | 0          | FACup+CdL       | 2+1             | 0               | -                  | -                  | -                  | -           | -           | -           | 9      | 0      |
| Totale Leicester City    | Totale Leicester City    | Totale Leicester City    | 111        | 0          |                 | 12              | 0               |                    | 6                  | 0                  |             | 1           | 0           | 130    | 0      |
| 2019-2020                | Huddersfield Town        | FLC                      | 24         | 0          | FACup+CdL       | 1+0             | 0               | -                  | -                  | -                  | -           | -           | -           | 25     | 0      |
| 2020-2021                | Bristol City             | FLC                      | 4          | 0          | FACup+CdL       | 0+0             | 0               | -                  | -                  | -                  | -           | -           | -           | 4      | 0      |
| 2021-2022                | Bristol City             | FLC                      | 3          | 0          | FACup+CdL       | 1+0             | 0               | -                  | -                  | -                  | -           | -           | -           | 4      | 0      |
| Totale Bristol City      | Totale Bristol City      | Totale Bristol City      | 7          | 0          |                 | 1               | 0               |                    | -                  | -                  |             | -           | -           | 8      | 0      |
| Totale carriera          | Totale carriera          | Totale carriera          | 368        | 2          |                 | 37              | 2               |                    | 16                 | 0                  |             | 1           | 0           | 422    | 4      |

## Palmarès
- Football League Championship: 2

Sunderland: 2006-2007
Newcastle: 2009-2010
- Community Shield: 1

Manchester United: 2007
- Campionato inglese: 1

Leicester: 2015-2016

### Competizioni internazionali
- UEFA Champions League: 1

Manchester United: 2007-2008